# Торе Мейнеке
Торе Мейнеке (нім. Tore Meinecke; нар. 21 липня 1967) — колишній німецький тенісист.
Найвищу одиночну позицію світового рейтингу — 46 місце досяг 9 травня 1988, парну — 46 місце — 13 липня 1987 року.
Здобув 2 парні титули.
Найвищим досягненням на турнірах Великого шолома було 3 коло в парному розряді.
Завершив кар'єру 1989 року.

## Фінали за кар'єру

### Одиночний розряд (1 поразка)
| Результат | W/L | Дата | Турнір        | Покриття | Суперник               | Рахунок  |
| --------- | --- | ---- | ------------- | -------- | ---------------------- | -------- |
| Поразка   | 0–1 | 1987 | Афіни, Греція | Ґрунт    | Гільєрмо Перес Рольдан | 2–6, 3–6 |

### Парний розряд (2–1)
| Результат | W/L | Дата | Турнір                | Покриття  | Партнер        | Суперники                       | Рахунок       |
| --------- | --- | ---- | --------------------- | --------- | -------------- | ------------------------------- | ------------- |
| Поразка   | 0–1 | 1987 | Гуаружа, Бразилія     | Тверде    | Martin Hipp    | Луїс Маттар Кассіу Мотта        | 6–7, 1–6      |
| Перемога  | 1–1 | 1987 | Афіни, Греція         | Ґрунт     | Ріккі Остертун | Ярослав Навратіл Том Найссен    | 6–2, 3–6, 6–2 |
| Перемога  | 2–1 | 1988 | Роттердам, Нідерланди | Килим (i) | Патрік Кюнен   | Магнус Густафссон Дієго Наргісо | 7–6, 7–6      |